# كلوستريديوم فنسنتي
كلوستريديوم فنسنتي (نسبة إلى فارفك فنسنت لقاء إسهاماته في تيسير فهم النظام البيئي الميكروبي في أنتاركتيكا)  هو نوع من البكتيريا من فصيلة كلوستريدياسيا.